# Fornos de Algodres (freguesia)
Fornos de Algodres es una freguesia portuguesa del concelho de Fornos de Algodres, con 15,46 km² de superficie y 1.686 habitantes (2001). Su densidad de población es de 109,1 hab/km².